# Нёвик-ле-Шато
Нёви́к-ле-Шато́ (фр. Neuvicq-le-Château) — коммуна во Франции, находится в регионе Пуату — Шаранта. Департамент коммуны — Шаранта Приморская. Входит в состав кантона Мата. Округ коммуны — Сен-Жан-д’Анжели.
Код INSEE коммуны — 17261.

## Население
Население коммуны на 2010 год составляло 363 человека.
| 1962 | 1968 | 1975 | 1982 | 1990 | 1999 | 2010 |
| ---- | ---- | ---- | ---- | ---- | ---- | ---- |
| 481  | 504  | 433  | 406  | 385  | 380  | 363  |